# 玉山黑猪
玉山黑猪，又称赣东北黑猪、玉江猪，是中国的地方猪品种之一。
玉山黑猪主产于江西省玉山县的古城、岩瑞镇、下镇镇、四股桥乡、六都乡、群力等乡镇，广泛分布于上饶市的广丰县、广信区、铅山县、横峰县、弋阳县等地。
1974年，华东地区猪育种协作组会议商定将江西的玉山黑猪与浙江省的江山乌猪合称为玉江猪。2006年调查时，没有发现江山乌猪。2006年，玉山黑猪列入《国家级畜禽遗传资源保护名录》。2008年，江西省玉山黑猪原种场被认定为“国家级玉江猪（玉山黑猪）保种场”。玉山黑猪制定有地方标准《玉山黑猪》（DB36/T 171—2019）。
根据脸型的不同，玉山黑猪可分为狮子脸型和马脸型两种。 